# Requiem for a Heavyweight

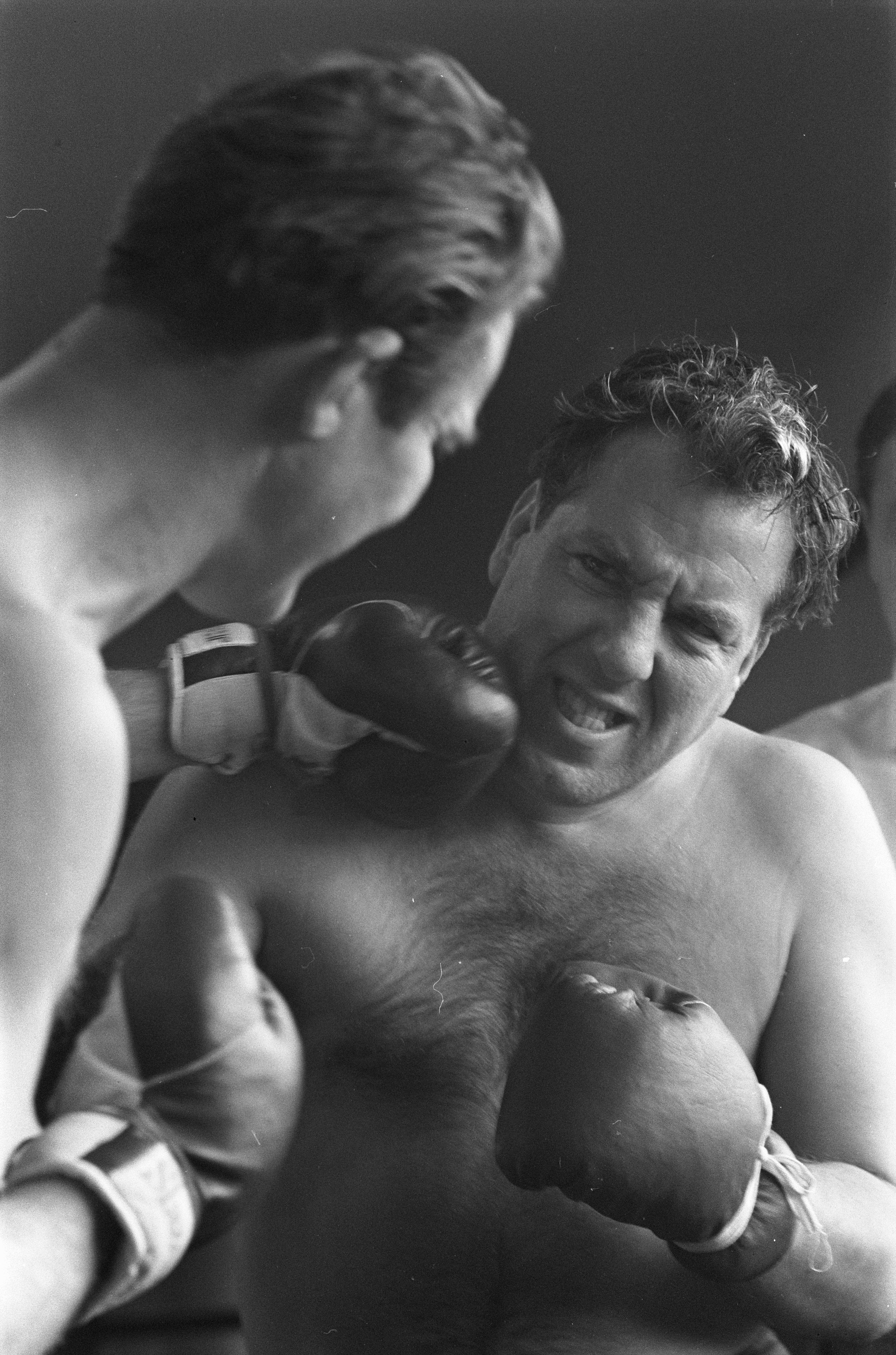
Ko van Dijk krijgt boksles van bokskampioen Harry Bos voor zijn rol in "Requiem voor een zwaargewicht" (1959)

Requiem for a Heavyweight is een Amerikaans televisiespel, geschreven door Rod Serling, dat in 1956 op de Amerikaanse televisie live werd gespeeld. Het werd in 1962 verfilmd.

## Verhaal
Het verhaal gaat over Harlan "Mountain" McClintock, een bokser op zijn retour. Na een zware nederlaag tegen een jongere tegenstander is zijn carrière ten einde. Hij lijdt aan dementia pugilistica of boksersdementie en krijgt geen toestemming om nog te boksen. McClintock, die nooit iets anders heeft gedaan dan boksen, staat voor een onzekere toekomst. Hij werd sedert zijn jeugd begeleid door zijn manager Maish Rennick en wil hem trouw blijven. Wat McClintock niet weet is dat Maish problemen heeft met de maffia; hij had voor McClintocks laatste wedstrijd achter zijn rug gewed dat hij vroeg in de match knock-out zou geslagen worden, maar McClintock had zich zodanig verdedigd dat Maish een fortuin verloor.
Grace Carney, een consulente bij het arbeidsbureau, trekt zich het lot van McClintock aan en probeert hem aan een nieuwe carrière te helpen. Maish van zijn kant overreedt McClintock om verder te gaan als professioneel worstelaar. McClintock stemt met tegenzin toe, omdat hij zich niet kan verzoenen met gevechten waarvan de uitslag vooraf is afgesproken. Zijn verzorger Army is het ook niet eens met de plannen van Maish en wil er niet aan meewerken. Net voordat McClintock, in een belachelijk kostuum gestoken, aan zijn eerste wedstrijd moet beginnen, verneemt hij dat zijn manager tegen hem heeft gewed, en breekt hij met zijn manager en mentor. Maish gaat met een jonge bokser aan de slag terwijl McClintock het probeert als trainer op een zomerkamp voor kinderen.

## Amerikaanse televisieversie
In de oorspronkelijke Amerikaanse televisieversie werden de hoofdrollen gespeeld door Jack Palance als Harlan "Mountain" McClintock, Keenan Wynn als zijn manager Maish, en Ed Wynn, de vader van Keenan, als de verzorger Army. Kim Hunter speelde de rol van Grace Carney. Jack Palance was, net als Rod Serling, zelf een ervaren bokser. Het stuk werd uitgezonden op 11 oktober 1956 in de serie Playhouse 90 op CBS. Rod Serling kreeg hiervoor een Emmy Award voor "Best Teleplay Writing".

## Britse televisieversie
In 1957 zond de BBC het stuk uit in haar Sunday Night Theater-reeks. De hoofdrollen werden gespeeld door Sean Connery als Mountain McClintock, George Margo als Maish, Warren Mitchell als Army en Jacqueline Hill als Grace. In de bijrollen was Michael Caine te zien als een jonge bokser.

## Nederlandse televisieversie
In 1959 zond de AVRO het televisiespel uit in een Nederlandse bewerking door Gerrit Kouwenaar, met Ko van Dijk jr. als de bokser, Ton van Duinhoven als zijn manager, Jan Blaaser als zijn verzorger en Lia Dorana als Grace. De regie was van Walter van der Kamp.

## Filmversie
Het televisiespel werd in 1962 verfilmd met Anthony Quinn als de bokser, Jackie Gleason als zijn manager en Mickey Rooney als zijn verzorger. Rod Serling schreef het scenario voor de film. In de film heet de bokser Luis "Mountain" Rivera. In het gevecht aan het begin van de film, dat het einde van zijn bokscarrière betekent, staat hij tegenover Muhammad Ali (die toen nog Cassius Clay heette). Het einde van de film is niet zo optimistisch als in het oorspronkelijke televisiespel. Om het vel van zijn manager te redden gaat Rivera met tegenzin akkoord om als "Big Chief Mountain Rivera" te gaan worstelen, hoewel hij zich daardoor vernedert voelt en de kameraadschap tussen de drie mannen daarmee verleden tijd is. In de laatste scène van de film treedt hij in het strijdperk tegen de bekende worstelaar William "Haystacks" Calhoun, die zichzelf speelt.

### Rolverdeling
| Acteur          | Personage              |
| --------------- | ---------------------- |
| Anthony Quinn   | Luis 'Mountain' Rivera |
| Jackie Gleason  | Maish Rennick          |
| Mickey Rooney   | Army                   |
| Julie Harris    | Grace Miller           |
| Cassius Clay    | zichzelf               |
| Jack Dempsey    | zichzelf               |
| William Calhoun | zichzelf               |